# مجلة الحرس الوطني
مجلة الحرس الوطني هي مجلة عسكرية ثقافية فصلية تصدر عن وزارة الحرس الوطني بالمملكة العربية السعودية منذ مايو 1980م (رجب 1400هـ)، وتعد من أوائل الإصدارات الإعلامية الحكومية، وقد حظيت باهتمام مختلف شرائح القراء بالرغم من أنها تصدر عن مؤسسة عسكرية.

## الوصف
مجلة تصدر في 130 صفحة ملونة من الورق المصقول ذي القطع المتوسط، وتهتم بنشر الفكر الإستراتيجي والعسكري، وتغطية الموضوعات الثقافية والفكرية ذات المستوى البحثي وكان من أهم أبواب المجلة العناوين التالية: حديث الشهر، نافذة على الفكر العسكري العالمي، واحة التراث الشعبي، مختارات، أفكار مضغوطة، المفكرة الثقافية، وتتسم سياسة النشر فيها على الوقار والدراسة الجادة والنص المتمكن بعيداً عن المعارك الأدبية أوالردود المتوترة، وتعد نسبة المواد الإعلانية في العدد الواحد منخفضة ما جعل منها مطبوعة ثرية وتحظى بالتقدير.

## المحتوى
جاء في كلمة تقديم المجلة للقراء في العدد الأول: «مجلة الحرس الوطني ستعمل على الإسهام في نشر الثقافة العسكرية المحضة لمنسوبي الحرس الوطني والقوات المسلحة السعودية ....... ولن تقف المجلة عند معالم المواضيع العسكرية المحضة بل ستتعداها إلى البحث في المواضيع الإنسانية الأخرى ..»
```
 تعدت أهداف المجلة في تقديم المواد التثقيفية لمنسوبي 
الحرس الوطني
 وتقديم الدراسات والمقالات المتخصصة والتقارير العسكرية الأصيلة إلى تقديم مواد أدبية ونقدية سواء  من 
الإنتاج
 الأدبي الإبداعي في الشعر 
والقصة
 لأسماء معروفة وناشئة  من داخل السعودية وخارجها، أو بالدراسات النقدية عن ومن السعودية وباقي البلدان العربية، أو بالبحوث في شتى قضايا 
الأدب
 
والنقد
، أو بالتعريف بالإصدارات الأدبية الجديدة، وذلك من خلال صفحات ثفافية مخصصة تحت اسم (المفكرة الثقافية)،كما تضم صفحاتِ تعنى بنشر
الشعر الشعبي
 وبرعت في هذا الجانب فلقيت اهتماما من القارئ السعودي وكذلك من مراكز البحوث العلمية ذات العلاقة.
[
3
]
```

## التاريخ
في يناير 2024م احتفلت مجلة الحرس الوطني بصدور العدد رقم 400، وكرمت أول رئيس تحرير لها عبد الرحمن بن صالح الشثري.

## رؤساء التحرير
تعاقب على رئاسة تحريرها كل من: عبد الرحمن بن صالح الشثري، وحسن بن عبد الله الخليل، وسعد بن عبد الله الحافي، ويرأس تحريرها حاليًّا دغيليب بن ساير القوس.

## وصلات خارجية
- حديث المطابع الحرس الوطني.